# TMA Cargo
TMA Cargo, cui nome completo è Trans Mediterranean Airways SAL (in arabo: الخطوط الجوية عبر المتوسط) era una compagnia aerea cargo basata a Beirut, in Libano, ed era membro della Organizzazione Araba dei Trasporti Aerei.
A causa dell'età della propria flotta di Boeing 707, nel febbraio 2004 l'ente per l'aviazione civile libanese (LCAA) le ritirò il certificato di operazioni aeree (AOC), di conseguenza  tra il 2004 ed il 2010 fu costretta a cessare ogni operazione.
Dopo il periodo in cui la compagnia aerea si ritrovò in serie difficoltà economico finanziarie, durante il quale rese impossibile ogni ammodernamento della flotta, riuscì a tornare in attività nel 2010 acquisendo un Airbus A300-600. Nel 2014, sempre a causa di difficoltà finanziarie, la compagnia fu costretta a sospendere nuovamente tutte le operazioni di volo.

## Flotta
La flotta di TMA Cargo era, al 2014, così composta:
- Airbus A300F4-605R[1]

### Flotta storica

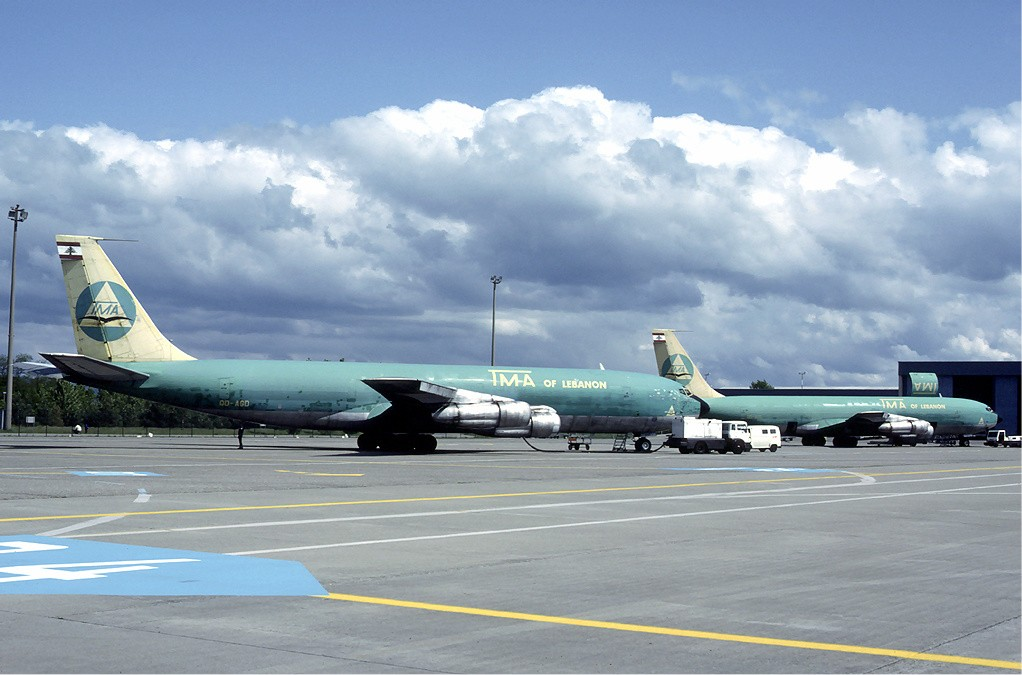
Alcuni Boeing 707 TMA in sosta all'Aeroporto di Basilea-Mulhouse-Friburgo. (1984)

Prima di cessare le operazioni nel 2004 la compagnia aerea operò con i seguenti modelli di aeromobile:
- Airbus A310-304F - in leasing dalla Islandsflug
- Boeing 707-320C
- Boeing 707-330C
- Boeing 747-100SF
- Canadair CL-44 - operato dalla Seaboard World Airlines
- Douglas DC-4
- Douglas DC-6